# Nemzeti Vágta

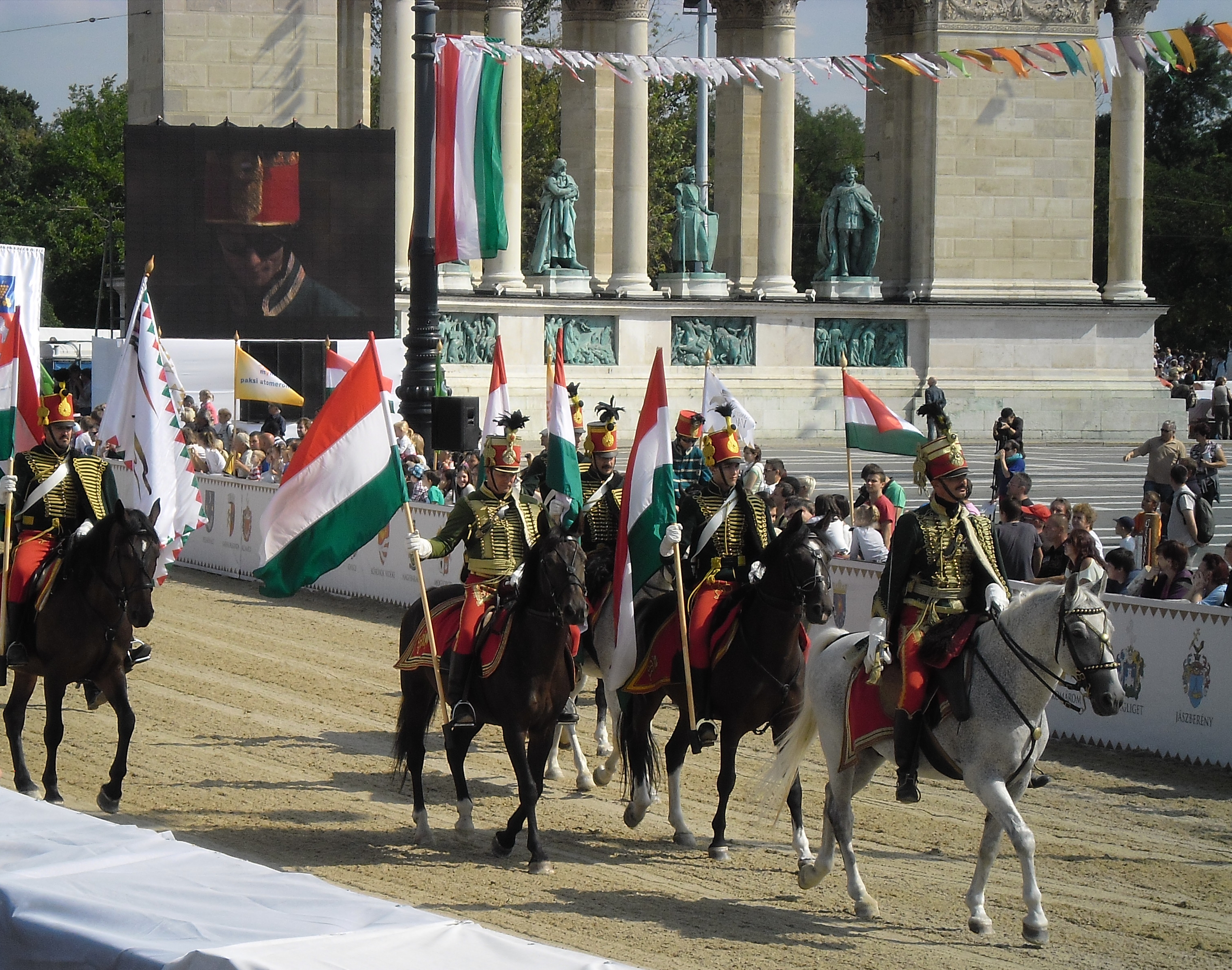
Ruiterparade in Hongaarse huzarenuniforms tijdens de Galop van 2012

Nemzeti Vágta, vertaald Nationale Galop, is een internationale rensportwedstrijd in de Hongaarse hoofdstad Boedapest.
De wedstrijd wordt gehouden op het Heldenplein in het centrum van Boedapest. Dit plein wordt jaarlijks voor de wedstrijd omgebouwd tot een paardenarena. Het evenement wordt bezocht door tienduizenden mensen en op televisie gevolgd door rond de miljoen kijkers. Er doen jockeys mee uit meer dan tien landen, vooral Oost-Europese en Oost-Aziatische landen, maar sinds 2017 ook Suriname, met Jean-Pierre Polanen als deelnemer.
De race gaat over een afstand van 1100 meter. Er worden geen eigen paarden meegenomen, maar traditiegetrouw worden Arabische volbloedpaarden door middel van een loterij aan elke deelnemer toegewezen.